# Atrichopogon picipes
Atrichopogon picipes är en tvåvingeart som beskrevs av Maurice Emile Marie Goetghebuer 1935. Atrichopogon picipes ingår i släktet Atrichopogon och familjen svidknott.
Artens utbredningsområde är Kongo. Inga underarter finns listade i Catalogue of Life.